# Liste der Monuments historiques in Beaumont-sur-Vesle
Die Liste der Monuments historiques in Beaumont-sur-Vesle führt die Monuments historiques in der französischen Gemeinde Beaumont-sur-Vesle auf.

## Liste der Objekte
| Bezeichnung              | Beschreibung                                                                               | Standort                       | Kennzeichnung | Schutzstatus    | Datum  | Bild |
| ------------------------ | ------------------------------------------------------------------------------------------ | ------------------------------ | ------------- | --------------- | ------ | ---- |
| Gemälde Petrus im Kerker | Ölfarbe auf Leinwand, 16. oder 17. Jahrhundert; während des Ersten Weltkriegs verschwunden | in der Kirche St-Pierre (Lage) | PM51001327    | Classé gelöscht | ? 1942 |      |